# Georg Magnus Sprengtporten
Le comte Georg Magnus Sprengtporten (russe : Егор Максимович Шпренгпортен, suédois : Göran Magnus Sprengtporten, finnois : Yrjö Manus Sprengtporten) (né le 16 décembre 1740 et mort le 13 octobre 1819) est un homme politique Finlando-Suédois et demi frère de Jakob Magnus Sprengtporten,.
Georg Magnus Sprengtporten est surtout connu pour son objectif de créer un État finlandais indépendant avec le soutien de la Russie. Il écrit la première proposition de constitution pour une Finlande indépendante.

## Biographie
De 1752 à 1756, Georg Magnus Sprengtporten étudie à l'école des cadets fondée par Adolf Fredrik à Stockholm. À partir de 1757, il travaille à Suomenlinna sous le commandement d'Augustin Ehrensvärd. La guerre de Sept Ans (1757-1762), où il suit Augustin Ehrensvärd, devient son école de guerre durant laquelle il devient aide de camp en 1760 et capitaine en 1761. En 1770, il est promu second major dans les régiments de dragons d'Uusimaa et du Häme sous le commandant de son demi-frère Jakob Magnus Sprengtporten.
Il aide son frère lors de la révolution de 1772 (en) puis, en 1775, il est nommé colonel de la brigade de Savolax. Il s'y distingue en tant qu'organisateur et administrateur.
En 1780, il fonde l'école de guerre (fi) à Haapaniemi dans la municipalité de Kuopio. Elle y fonctionne du 1er août 1780 au 1er mai 1781, date à laquelle elle est transférée à Rantasalmi. L'école est détruite par un incendie en 1818 et rouvre le 26 juin 1819, dans de nouveaux bâtiments à Hamina, au sud du grand-duché, prenant le nom de Corps des cadets de Finlande.

### La France et les ideaux républicains de Benjamin Franklin
Comme son frère, il arrive à la conclusion que ses services n'ont pas été suffisamment appréciés par la couronne de Suède, et la manière flatteuse dont il est accueilli par la cour russe lors d'une visite à Saint-Pétersbourg en 1779 l'a encore plus exaspéré contre l'ingratitude perçue de son propre souverain.
Georg Magnus Sprengtporten démissionne de l'armée suédoise et sert pendant les deux années suivantes en France, où il rencontre Benjamin Franklin et est séduit profondément par ses idéaux républicains et indépendantistes. Toutefois, Benjamin Franklin juge les efforts de Georg Magnus Sprengtporten irréalistes, ce dernier retourne en Finlande en 1781. En partie grâce à des contacts avec Benjamin Franklin qui s'y trouve à l'époque, il conçoit le projet de séparer le grand-duché de la Suède. Cet objectif est d'abord abordé par le biais de la société secrète Valhallaorden (sv) et par des intrigues avec le frère du roi, Charles XIII de Suède. Cette manigance est apparemment mort-née, car Charles informe son frère des tentatives des intrigants.

### Le plan d'indépendance de la Finlande
Vers la fin du XVIIIe siècle, il y a en Finlande des « patriotes constitutionnels » anti-monarchistes et des « royalistes » fidèles à la couronne. L'autoritarisme de Gustave III fait monter un idéal républicain en Finlande, inspiré par les idées de Voltaire, Claude-Adrien Helvétius, Julien Offray de La Mettrie, Guillaume-Thomas Raynal et Jean-Jacques Rousseau, entre autres.
Vers 1783, Georg Magnus Sprengtporten commence à affirmer que la Suède opprime la Finlande de la même manière que les Anglais opprimaient les colonies américaines. Selon Sprengtporten, la Finlande n'a d'autre choix que de devenir indépendante ou de rejoindre la Russie, car la Russie chercherait à sécuriser Saint-Pétersbourg et à dominer le golfe de Finlande. Son plan est d'établir un État indépendant sous la protection de la Russie. Au Riksdag des États de 1786, il s'oppose ouvertement à Gustave III de Suède, s'engageant en même temps dans une correspondance secrète avec les ministres russes en vue de les amener à soutenir son idée de séparer la Finlande de la Suède par les armes. en 1786, Georg Magnus Sprengtporten rédige un projet de constitution (fi) pour la République indépendante de Finlande.

### Officier politique dans l'armée russe
Après son retour dans son pays natal, Sprengtporten assiste à la diète de Porvoo de 1786, où il rejoint l'opposition anti-monarchiste. Parallèlement il présente à l'ambassadeur de Russie une note rédigée en français sur l'indépendance de la Finlande et l'équilibre des États dans la région nordique.
Cette présentation, ainsi que les discussions que Sprengtporten a avec l'ambassadeur, sont rapportées à l'impératrice, qui offre à Sprengtporten d'entrer au service de la Russie. Après quelques hésitations, Sprengtporten accepte l'offre et, en septembre 1786, il arrive à Saint-Pétersbourg. L'Impératrice Catherine II le reçoit avec les plus grands honneurs. Il apporte des copies des cartes et des plans de défense qu'il a préparés en tant que commandant de la brigade de Savonie.
Dans la guerre russo-suédoise de 1788-1790, il est impliqué dans l'armée russe sans avoir sa propre division de troupes, mais il agit comme une sorte d'« officier politique ». Au cours de l'hiver 1788-1789, Sprengtporten dresse un plan de guerre pour l'armée russe pour l'été suivant. L'armée russe a suivi principalement son plan. Sprengtporten lui-même prend part aux hostilités et à la bataille de Porrassalmi, entre autres, où il est blessé par les Jaegers de Savonie. La guerre marque la séparation définitive de Sprengtporten et de la Suède, car en février 1790, la cour d'appel de Turku le condamne à mort pour trahison.
Il ne participe pas à la conspiration d'Anjala (en) ni à la préparation de la note de Liikkala, mais il encourage Catherine II à la soutenir. Les convictions de Sprengtporten ne suffisent pas pour renverser Gustave III, et il n'est plus en mesure de se battre efficacement après avoir été grièvement blessé à la bataille de Porrassalmi (fi) en 1789. Catherine II le récompense de mille ducat, d'un manoir et de cinq cents serfs.

### Années en Bohème et amitié avec Casanova
À la fin de la guerre, Sprengtporten devient impopulaire après que la Suède l'ait condamné comme traître et après que Catherine II ait été déçue par l'incapacité de Sprengtporten à mobiliser les Finlandais à ses côtés. Pendant les cinq années suivantes, de 1793 à 1798, il quitte la Russie. Sprengtporten visite de nombreuses régions d'Europe. En raison de ses blessures graves, il cherche à se faire soigner dans des stations thermales et passe du temps à Teplice, en Bohême, où il est en contact régulier avec Giacomo Casanova, le bibliothécaire du comte Joseph Karl von Waldstein.
À son retour en Russie en 1798, l'empereur Paul Ier l'élève au rang de général d'infanterie. Quelques années plus tard, il est ambassadeur de l'empereur Paul Ier aux Pays-Bas pour récupérer les prisonniers de guerre russes aux mains des Français. Sur son chemin, Sprengtporten rencontre l'empereur Napoléon, qui le traite avec beaucoup d'attention.

### Les dernières années
L'empereur Paul Ier de Russie a de nouveau besoin des services de Sprengtporten dans les négociations avec Napoléon Ier en 1800 pour l'ordre de Saint-Jean de Jérusalem et l'échange de prisonniers. Après la mort de Paul Ier, il est de nouveau impopulaire auprès de la cour de Russie jusqu'à ce qu'il soit rappelé au service en 1808 avant le début de la guerre avec la France.
Sprengtporten élabore le premier plan d'attaque pour la guerre de Finlande afin de conquérir la Finlande. Son plan est mis en œuvre par l'attaque d'hiver du 21 février 1808.
Il a été récemment allégué que le souvenir des idées d'indépendance de Sprengtporten, parmi les officiers de Viapori, et eu une influence sur la reddition de la forteresse lors de la guerre de Finlande. Cependant, le défaitisme du commandant Carl Olof Cronstedt, l'isolement de Viapori, les pots-de-vin versés aux officiers par les Russes et les informations déformées reçues par la forteresse selon lesquelles l'armée suédoise a déjà été détruite ont plus généralement été cités comme motifs de la reddition.
Le 1er décembre 1808, Georg Magnus Sprengporten est nommé gouverneur général de Finlande avec le titre de comte. Il n'est pas plus populaire auprès des Finlandais, et beaucoup le considèrent comme un traître. Pour cette raison, il démissionne de son poste de gouverneur général l'année suivante. Cependant, Georg Magnus Sprengtporten participe à la diète de Porvoo.
Le comte Sprengtporten n'a jamais demandé l'inscription de sa famille à la maison de la noblesse de Finlande. Il passe les dix dernières années à la retraite et est finalement mort impopulaire et oublié à Saint-Pétersbourg.